# Paolo Dezza
Paolo Kardinal Dezza SJ (* 13. Dezember 1901 in Parma, Italien; † 17. Dezember 1999 in Rom) war ein italienischer Kardinal und von Papst Johannes Paul II. eingesetzter Delegat der Societas Jesu.

## Leben
Mit 17 Jahren trat Dezza am 2. Dezember 1918 in den Jesuitenorden ein. Sein Studium absolvierte er in Madrid (Philosophie) und in Innsbruck (Katholische Theologie). Für kurze Zeit ging Dezza auch an die Universität von Neapel.
Am 25. März 1928 empfing Dezza das Sakrament der Priesterweihe. Noch im selben Jahr berief man ihn für vier Jahre als Professor für Philosophie an die Päpstliche Universität Gregoriana. Die folgenden drei Jahre musste er aus Krankheitsgründen in der Schweiz verbringen.
Ab 26. Dezember 1935 übernahm Dezza zudem das Amt des Provinzials für die Provinz Veneto-Mailand. Am 5. August 1941 wurde er zum Rektor der Gregoriana berufen und hatte dieses Amt etwa 10 Jahre lang inne. Großes Aufsehen erregte Dezza kurz nach Kriegsende, als er persönlich den römischen Oberrabbiner Israel Zolli an die katholische Kirche heranführte; getauft wurde dieser dann durch den späteren Kardinal Luigi Traglia.
In den Jahren von 1951 bis 1965 wirkte er als Rektor des Collegium Bellarminum (Collegio San Roberto Bellarmino, kurz: Collegio Bellarmino) der Jesuiten in Rom. Von 1952 bis 1963 war Dezza zudem Generalsekretär der Internationalen Föderation katholischer Universitäten (Fédération Internationale des Universités Catholiques – FIUC).
Als 1981 der 28. Generalminister des Ordens (umgangssprachlich „General“ genannt), Pedro Arrupe, einen schweren Schlaganfall erlitt, setzte Papst Johannes Paul II. ihn als Delegaten des Ordens (zusammen mit Giuseppe Pittau als Koadjutor) ein. Der Papst übernahm selbst (vertreten durch seinen Delegaten) die Leitung des Ordens und stattete Dezza (und Pittau) mit umfassenden Vollmachten aus. Dieses Vorgehen wurde in Orden und Kirche ambivalent bewertet, weil es von der normalen Vorgehensweise einer umgehenden Wahl eines Nachfolgers eines damals an sich auf Lebenszeit gewählten Generals abwich. Es wurde der Eindruck einer Notstandsmaßnahme erweckt und von mancher Seite als Misstrauen gegenüber dem Orden und Arrupe gedeutet.
Durch die Wahl von Peter Hans Kolvenbach zum Nachfolger von Arrupe und 29. General des Ordens im September 1983 wurde diese Aufgabe Dezzas als Delegat beendet. Die Wahl fand im Rahmen der 33. Generalkongregation am 13. September 1983 statt.
Am 28. Juni 1991 wurde Dezza, der inzwischen schwer krank war und langsam erblindete, mit 89 Jahren zum Kardinaldiakon mit der Titeldiakonie Sant’Ignazio di Loyola in Campo Marzio ernannt. Am 17. Dezember 1999 starb Paolo Dezza im Alter von 98 Jahren. Sein Grab befindet sich in der Kirche San Ignazio di Loyola, nahe dem von Roberto Bellarmino.

## Werke
- Adnotationes in tractatum de ontologia. Rom, 1930
- La filosophia del christianesimo. Mailand, 1949
- Metaphysica generalis. Rom, 1964